# Tanaostigmodes lini
Tanaostigmodes lini är en stekelart som beskrevs av Chou och Huang 1994. Tanaostigmodes lini ingår i släktet Tanaostigmodes och familjen Tanaostigmatidae.
Artens utbredningsområde är Taiwan. Inga underarter finns listade i Catalogue of Life.